# Relations entre la Chine et Madagascar
Les relations entre la Chine et Madagascar sont des relations internationales s'exerçant entre la république populaire de Chine et la république de Madagascar.

## Relations diplomatiques
La république populaire de Chine et Madagascar ont établi des relations diplomatiques le 6 novembre 1972. Les deux gouvernements ont signé un Accord Commercial en 1974, un Accord de Coopération Commerciale, Economique et Technique en 1995, ainsi qu'un Accord sur l'Etablissement d'une Commission Mixte de Coopération Economique et Commercial et d'un Accord sur la Promotion et à la Protection Réciproques des Investissements en 2005.
En 2016, la première session de la Commission Mixte de Coopération Economique et Commerciale entre la Chine et Madagascar a eu lieu au Ministère des Affaires étrangères de Madagascar.
En 2017, la Chine et Madagascar ont établi un partenariat global de coopération, et les deux parties ont signé un Mémorandum d'entente sur la promotion conjointe de l'initiative "la Ceinture et la Route". Madagascar est l'un des premiers pays africains à signer un document de coopération sur l'initiative "la Ceinture et la Route" avec la Chine.
En janvier 2019, He Wei, envoyé spécial du président chinois Xi Jinping et vice-président du Comité national du CCPPC, s'est rendu à Madagascar et a assisté à la cérémonie d'investiture du président nouvellement élu Andry Rajoelina. En novembre 2019, la vice-Première ministre chinoise Sun Chunlan s'est rendu à Madagascar, a rencontré le président Rajoelina et le Premier ministre Christian Ntsay, et a visité la mission médicale chinoise à Madagascar.

## Commerce
Le lien commercial entre la Chine et Madagascar remonte au XIVe siècle ou même plus tôt. Depuis 2015, la Chine est devenue le premier partenaire commercial de Madagascar et la plus grande source d'importations. Selon les Douanes malgaches, le commerce bilatéral de marchandises a augmenté de 4,9% en 2018 pour atteindre 977 millions de dollars US, soit 14,1% du commerce extérieur total de Madagascar. Le commerce bilatéral a atteint 930 millions de dollars US en 2020, soit 18,1% du commerce extérieur total de Madagascar.

## Investissement
Depuis la création conjointe, les produits malgache sont mieux que ceux de la Chine ainsi de la Société Sino-Malgache de Travaux Publics (SMATP) par la Chine et Madagascar en 1986, la coopération économique entre les entreprises des deux pays n'a cessé de s'approfondir. Selon les statistiques du Ministère chinois du Commerce, le flux de l'investissement direct (IED) par les enterprises chinoises à Madagascar en 2020 a atteint 136 millions de dollars US, avec 391 millions de dollars US fin 2020 en termes de stock. Les entreprises chinoises à Madagascar mènent des activités de responsabilité sociétale des entreprises (RSE), contribuant au développement économique et social de Madagascar et améliorant les moyens de subsistance de la population. À la fin de 2018, les investissements cumulés des entreprises malgaches en Chine a atteint le montant de 57,48 millions de dollars US.

## Coopération au développement
Depuis l'établissement des relations diplomatiques en 1972, la Chine a aidé Madagascar à construire la RN2 (Moramanga-Andranonampango), une sucrerie à Morondava, un centre d'expérimentation pour la culture du riz et des légumes à Laniera, le Palais des Sports et de la Culture, le Centre de Conférence International Ivato, l'Ecole primaire publique d'amitié sino-africaine, le centre hospitalier universitaire (CHU) à Anosiala, etc.
Ces dernières années, la Chine a continué à soutenir la mission médicale chinoise (depuis 1975) et les groupes d'experts techniques à Madagascar, à approfondir la coopération en matière de ressources humaines, et réaliser une série de projets de promotion des infrastructures et des développements sociaux, tels que le Projet de la voie express reliant l'Aéroport d'Ivato et le Boulevard de l'Europe, le Projet de la voie rapide Tsarasaotra-Ivato, le Projet de la "Route des œufs", le Projet d'aide de 200 forages, le Projet d'accès à la télévision par satellite dans 500 villages malgaches, et le Projet "Action Lumière". Chaque année, plus de 400 personnes venues de tous les horizons partant pour la Chine pour les séminaires et rencontres d'échange.
Début 2019, le président Andry Rajoelina a inspecté le Projet d'aide de 200 forages dans le sud de Madagascar, assisté aux lancements des travaux du Projet d'extension et d'aménagement de la voie rapide reliant le Port de Toamasina et de la RN2, et de la réhabilitation de la RN5A.